# Daniel Cox (Tennisspieler)
Daniel Mark L. Cox (* 28. September 1990 in Lincoln, England) ist ein britischer Tennisspieler.

## Karriere
Cox spielte von 2006 bis 2008 auf der ITF Junior Tour. Er spielte bei allen vier Grand-Slam-Turnieren der Junioren und erreichte mit dem Achtelfinale bei den US Open 2008 sein bestes Resultat. Platz 31 war seine beste Position in der Junior-Rangliste.
Cox nahm ab 2007 an einzelnen englischen Turnieren auf der ATP Tour teil, kam jedoch bis 2011 nie über die Qualifikation hinaus. Sein erstes Spiel im Hauptfeld bestritt er im Juni 2011 bei den AEGON Championships im Londoner Queen’s Club. Er erhielt von der Turnierleitung eine Wildcard und stand in der ersten Runde seinem Landsmann James Ward gegenüber, dem er deutlich in zwei Sätzen unterlag. Eine Woche später erhielt er wieder eine Wildcard für das Turnier in Eastbourne, wo er in der ersten Runde an Donald Young scheiterte. Sein erstes Grand-Slam-Turnier bestritt er im selben Jahr in Wimbledon per Wildcard, wo er sowohl im Einzel als auch im Doppel in der ersten Runde ausschied. Ähnlich verlief es 2014 im Queen’s Club bei einer Erstrundenniederlage gegen Adrian Mannarino und ein paar Wochen später bei seiner zweiten Wimbledonteilnahme, wo er Jérémy Chardy in vier Sätzen unterlag. Hauptsächlich spielte Cox jedoch auf der ITF Future Tour, wo er bis zum Januar 2015 14 Turniersiege im Einzel feierte, und der ATP Challenger Tour, wo er im Juli 2014 in Binghamton in der Doppelkonkurrenz den einzigen Challenger-Titel gewann. Zum Ende der Saison 2016 zog er sich für mehrere Jahre vom Turniergeschehen zurück, lediglich in Wimbledon 2017 war er im Jahr darauf nochmal am Start.
Ab 2021 spielte Cox wieder regelmäßig auf der Future Tour und konnte dort im Juli 2021 sowie Januar 2022 zwei weitere Turniere gewinnen. Insgesamt arbeitete er sich bis Juni 2022 wieder knapp an die Top 500 der Weltrangliste heran. 2024 gab Cox über seinen Instagram-Account seinen Rücktritt als Spieler bekannt.

## Erfolge
| Legende (Anzahl der Siege)  |
| Grand Slam                  |
| ATP World Tour Finals       |
| ATP World Tour Masters 1000 |
| ATP World Tour 500          |
| ATP World Tour 250          |
| ATP Challenger Tour (1)     |

### Doppel

#### Turniersiege
| Nr. | Datum         | Turnier    | Belag     | Partner          | Finalgegner                     | Ergebnis          |
| --- | ------------- | ---------- | --------- | ---------------- | ------------------------------- | ----------------- |
| 1.  | 20. Juli 2014 | Binghamton | Hartplatz | Daniel Smethurst | Marius Copil Serhij Stachowskyj | 6:73, 6:2, [10:6] |